# Torony
Torony es un pueblo ubicado en el distrito de Szombathely, condado de Vas, Hungría.

## Superficie
Posee una superficie de 12,83 kilómetros cuadrados.

## Demografía
Hasta 2022 la población era de 1993 habitantes, con una densidad de población de 155,3 habitantes por kilómetro cuadrado.